# Fidelity Investments
Pour les articles homonymes, voir Fidelity.
Fidelity Investments ou Fidelity Management and Research (FMR LLC) est une multinationale spécialisée  dans la gestion d'actifs pour compte de tiers, l'un des leaders mondiaux en son domaine.
FMR est dirigée par Abigail Johnson. Son siège social est situé à Boston. Peter Lynch est son gestionnaire associé ayant la plus grande notoriété.

## Histoire
- 1946 : création de Fidelity Management and Research par Edward Johnson II (en) à Boston, États-Unis
- 1969 : création de Fidelity International Limited (FIL) qui assure le développement international de Fidelity[3]
- 1990 : lancement de la Sicav de droit luxembourgeois Fidelity Funds
- 1994 : ouverture du bureau de Paris (Société de gestion de portefeuille)
- 2001 : lancement de Fidelity Sicav - Fidelity 2e Génération, premier OPCVM de droit français.
- 2003 : rachat d'HR Access Solutions détenu par IBM
- 2006 : lancement de Fidelity Vie un contrat d'assurance-vie haut de gamme accessible à tous.
- 2015 : rachat de Colt Technology Service

- En 2018, Fidelity a lancé une entité distincte dédiée aux crypto-monnaies institutionnelles et au trading de crypto-monnaies[4].

- En mai 2019, l'entreprise annonce bientôt pourvoir un service de trading de crypto-monnaies aux clients institutionnels[5].

- En octobre 2019, la société a lancé Fidelity Digital Asset Services, qui se chargera de la conservation des crypto-monnaies et de l'exécution des transactions pour les investisseurs institutionnels[6],[7]. Par la suite, en mars 2021, Fidelity a déposé une demande d'introduction d'un ETF Bitcoin auprès de la SEC[7]. Cette demande a été approuvée le 10 janvier 2024 par la SEC, faisant de Fidelity l'une des 11 premières sociétés autorisées à proposer un ETF Bitcoin Spot[8]

- Les actifs sous gestion de Fidelity ont grimpé de 26 % en 2019 pour atteindre un record de 3 200 milliards de dollars, ce qui a contribué à faire grimper le chiffre d'affaires à 20,9 milliards de dollars et le résultat d'exploitation à 6,9 milliards de dollars[9].

- En mars 2020, Fidelity a ouvert un nouveau centre d'investisseurs à Chesnut Hill, MA[10].

## Filiales
Fidelity possède également de nombreuses filiales[réf. souhaitée] :
- une chaîne d'autobus ;
- une chaîne d'agences d'intérim ;
- et autrefois un grand nombre des journaux de Boston, revendus au Boston Herald

## Actionnariat et management

### La famille Johnson
La famille fondatrice Johnson, individuellement et par l'intermédiaire de divers trusts, possède des actions représentant 49 % des droits de vote de FMR, et a signé des accords par lesquels elle s'engage à voter toutes ses actions en bloc. Edward Johnson III était le président du groupe, mais il a été remplacé par sa fille, Abigail Johnson. Abigail était le plus gros actionnaire unique avec environ 25 % des parts, mais en octobre 2005, il semblerait qu'elle ait vendu une part importante de ses actions à des fiducies familiales, et qu'il y avait des doutes quant à savoir si elle était toujours en lice pour succéder à son père. Dans une note du 21 novembre 2016 adressée aux employés de Fidelity, Edward Johnson III a annoncé qu'il prendrait sa retraite en décembre et céderait la présidence à sa fille Abigail. Edward Johnson III meurt le 23 mars 2022.

### Employés et anciens employés
La majorité des 51 % restants de la société est détenue par des employés et ex-employés de Fidelity, notamment des gestionnaires de fonds et d'anciens gestionnaires, tels que Peter Lynch.

## Controverse
En 2004, Fidelity a payé 2 millions de dollars pour régler les accusations de la U.S. Securities and Exchange Commission selon lesquelles des employés avaient modifié et détruit des documents dans plusieurs succursales entre janvier 2001 et juillet 2002.
En février 2007, la NASD, une division de la Financial Industry Regulatory Authority, inflige une amende de 3,75 millions de dollars à 4 courtiers-négociants affiliés à FMR pour des violations présumées en matière d'enregistrement, de supervision et de conservation des e-mails. Les courtiers-négociants ont réglé sans admettre ni nier les accusations.
En mai 2007, la NASD inflige une amende de 400 000 dollars à deux courtiers-négociants de Fidelity pour avoir préparé et distribué des documents de vente trompeurs faisant la promotion des plans d'investissement systématique Destiny I et II de Fidelity, qui étaient vendus principalement au personnel militaire américain. Dans le cadre du règlement, les sociétés affiliées à FMR ont été tenues d'informer les détenteurs de plans Destiny qui souhaitent augmenter leurs investissements dans des plans Destiny existants que des actions supplémentaires du fonds sous-jacent peuvent être achetées en dehors des plans Destiny sans payer les frais de vente supplémentaires.